# Zierikzee
Zierikzee (51° 39′ N, 3° 55′ L) é uma pequena cidade, localizada na ilha de Duiveland nos Países Baixos, na província de Zelândia. Zierikzee pertence ao município de Schouwen-Duiveland, e está situada a 26 km na direção sudoeste de Hellevoetsluis.
Zierikzee foi emancipada em 1248 e era um município independente até 1997. A cidade está conectada a Oosterschelde por um canal de 2 km.
Em 2001, a cidade de Zierikzee tinha 10.313 habitantes. A área urbana da cidade é de 3.0 km², e tem 4.295 residências.
A área de Zierikzee incluindo as partes periféricas da cidade, bem como a zona rural circundante, tem uma população estimada em 10.730 habitantes.
No início da década de 50, Zierikzee sofreu com terríveis inundações. A vila inglesa de  Hatfield, enviou ajuda e, desde então, uma parceria se desenvolveu. As duas vilas são hoje cidades irmãs.

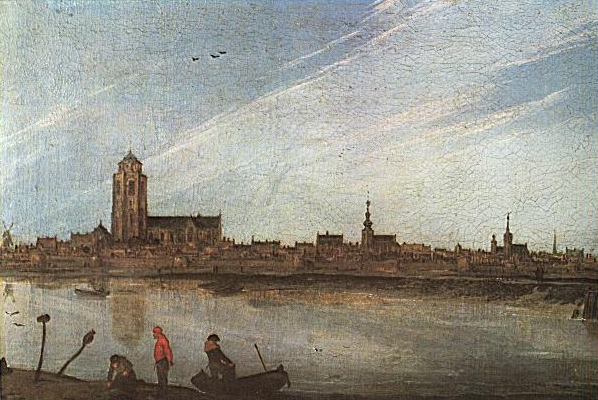
Vista de Zierikzee (1618), por Esaias van der Velde.

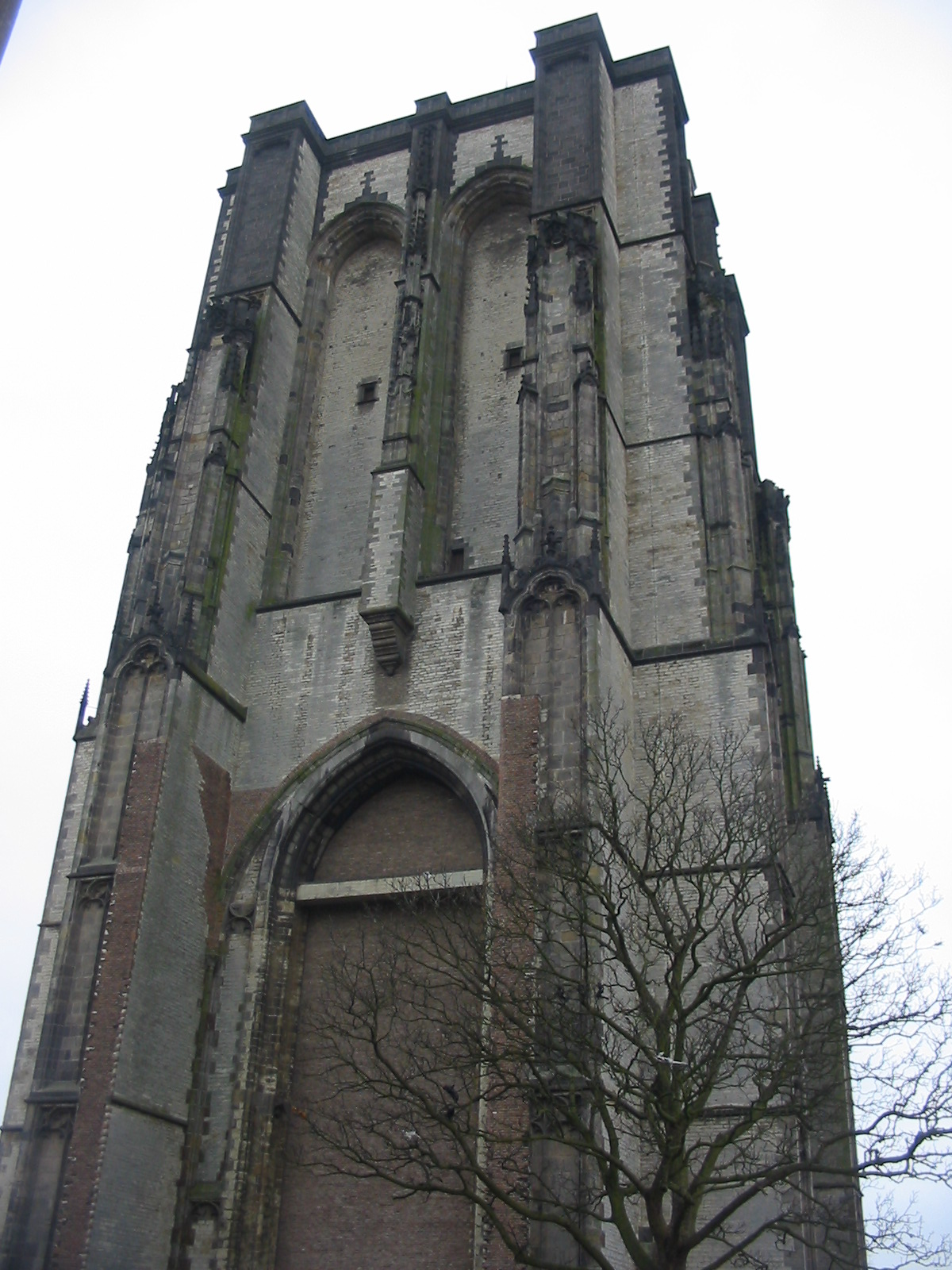
A Igreja de Zierikzee foi planejada para ser duas vezes mais alta do que é atualmente.

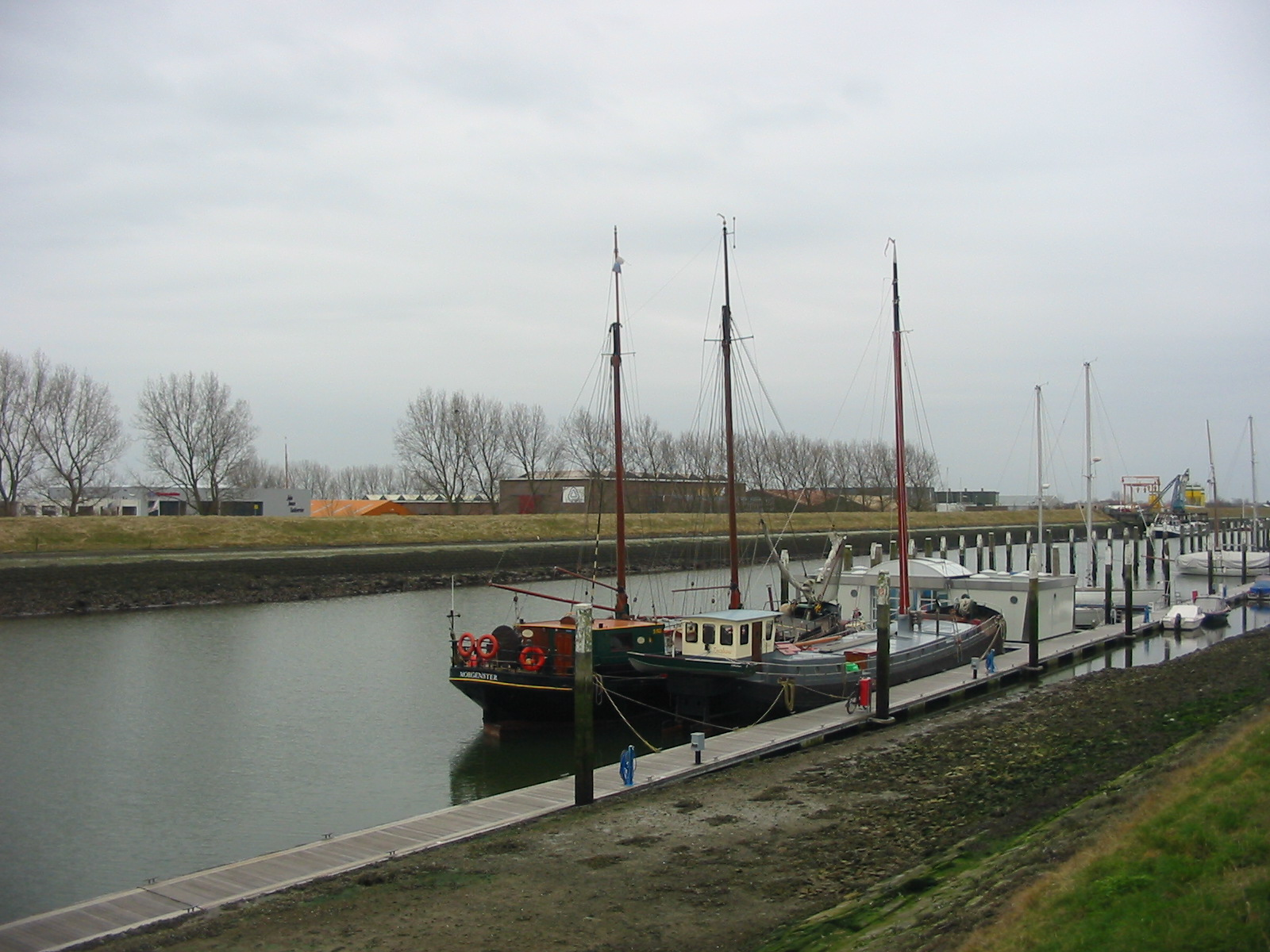
O canal que conecta Zierikzee é usado principalmente por barcos turísticos. A embarcação da imagem é um velho barco que foi reformado para fazer viagens diárias em Oosterschelde.